# Dąbrowa-Kity
Dąbrowa-Kity – wieś w Polsce położona w województwie podlaskim, w powiecie wysokomazowieckim, w gminie Czyżew.
W latach 1975–1998 miejscowość administracyjnie należała do województwa łomżyńskiego.
Wierni kościoła rzymskokatolickiego należą do parafii św. Stanisława Biskupa i Męczennika w Dąbrowie Wielkiej.

## Historia
W XIX w. miejscowość tworzyła tzw. okolicę szlachecką Długa Dąbrowa w Powiecie mazowieckim, gmina Szepietowo, parafia Dąbrowa Wielka.
W roku 1827 okolicę tworzyły:
- Dąbrowa-Bybytki, 9 domów i 66. mieszkańców. Folwark Bybytki z przyległymi w Łazach i Nowejwsi o powierzchni 324. morgów
- Dąbrowa-Cherubiny, 17 domów i 95. mieszkańców
- Dąbrowa-Gogole, 14 domów i 71. mieszkańców
- Dąbrowa-Kity, 3 domy i 23. mieszkańców
- Dąbrowa-Łazy, 29 domów i 170. mieszkańców
- Dąbrowa-Michałki, 21 domów i 125. mieszkańców
- Dąbrowa-Moczydły, 24 domy i 149. mieszkańców
- Dąbrowa-Nowawieś
- Dąbrowa-Szatanki, 98 domów i 60. mieszkańców
- Dąbrowa-Tworki, 6 domów i 46. mieszkańców
- Dąbrowa-Wielka
- Dąbrowa-Dołęgi, 28 domów i 139. mieszkańców
- Dąbrowa-Rawki, 17 domów i 127. mieszkańców (obecnie nie istnieje)
- Dąbrowa-Zgniła, parafia Jabłonka, 31 domów i 150. mieszkańców (obecnie nie istnieje)<[8]

W 1921 naliczono tu 10 budynków z przeznaczeniem mieszkalnym oraz 70. mieszkańców (31. mężczyzn i 39 kobiet). Wszyscy podali narodowość polską.
Współcześnie istnieją również:
- Dąbrowa-Kaski
- Dąbrowa-Wilki
- Dąbrowa-Zabłotne

## Współcześnie
Od kilku lat w Kitach odbywa się corocznie na przełomie lipca i sierpnia impreza kulturalno-muzyczna o nazwie Przystanek Kity. Więcej informacji na stronie www.kity.pl
W miejscowości znajduje się przystanek kolejowy Kity.